# Afrahastadion
Het Afraha Stadion is een multifunctioneel stadion in Nakuru, Kenia. Het stadion wordt meestal gebruikt voor voetbalwedstrijden, de voetbalclubs Nakuru AllStars en Ulinzi Stars maken gebruik van dit stadion. In het stadion, dat werd geopend in 1948, kunnen 8.200 toeschouwers. In 2013 werd van dit stadion gebruik gemaakt voor de CECAFA Cup, dat toernooi was 27 november tot en met 12 december 2013 in Kenia. In dit stadion waren 4 groepswedstrijden.